# Liste des drapeaux des Pays-Bas
Cette page donne la liste des drapeaux en usage dans le royaume des Pays-Bas

## Drapeaux nationaux
| Drapeau | Date d'adoption | Usage                           | Commentaire                                           |
| ------- | --------------- | ------------------------------- | ----------------------------------------------------- |
|         | 19 février 1937 | Drapeau du royaume des Pays-Bas | Un drapeau tricolore horizontal rouge, blanc et bleu. |
|         |                 | Pennon national                 | Variante suspendue du drapeau national.               |
|         |                 | Pennon orange                   | L'orange est la couleur de la famille royale.         |

## Drapeaux des pays constitutifs
| Drapeau | Date d'adoption | Pays constitutif        | Commentaire |
| ------- | --------------- | ----------------------- | ----------- |
|         | 19 février 1937 | Drapeau des Pays-Bas    |             |
|         | 18 mars 1976    | Drapeau d'Aruba         |             |
|         | 2 juillet 1984  | Drapeau de Curaçao      |             |
|         | 13 juin 1985    | Drapeau de Saint-Martin |             |

## Drapeaux des provinces et territoires

### Drapeaux des provinces
| Drapeau | Date d'adoption | Province                              | Commentaire |
| ------- | --------------- | ------------------------------------- | ----------- |
|         | 21 janvier 1959 | Drapeau du Brabant-Septentrional      |             |
|         | 19 février 1947 | Drapeau de Drenthe                    |             |
|         | 9 janvier 1986  | Drapeau du Flevoland                  |             |
|         | 1927            | Drapeau de la Frise                   |             |
|         | 17 février 1950 | Drapeau de Groningue                  |             |
|         | 15 avril 1950   | Drapeau de Gueldre                    |             |
|         | 15 octobre 1985 | Drapeau de la Hollande-Méridionale    |             |
|         | 22 octobre 1958 | Drapeau de la Hollande-Septentrionale |             |
|         | 28 juillet 1953 | Drapeau de Limbourg                   |             |
|         | 21 juillet 1948 | Drapeau d'Overijssel                  |             |
|         | 15 janvier 1952 | Drapeau d'Utrecht                     |             |
|         | 14 janvier 1949 | Drapeau de la Zélande                 |             |

### Drapeaux des communes à caractère particulier
| Drapeau | Date d'adoption  | Commune                   | Commentaire |
| ------- | ---------------- | ------------------------- | ----------- |
|         | 11 décembre 1981 | Drapeau de Bonaire        |             |
|         | 6 décembre 1985  | Drapeau de Saba           |             |
|         | 16 novembre 2004 | Drapeau de Saint-Eustache |             |

## Drapeaux des municipalités
| Drapeau | Date d'adoption                      | Municipalité                                                   | Commentaire | Commentaire |
| ------- | ------------------------------------ | -------------------------------------------------------------- | --- | --- |
|         |                                      | Almere (Flevoland)                                             | | |
|         |                                      | Amersfoort (Utrecht)                                           | | |
|         | 5 février 1975                       | Amsterdam, capitale nationale                                  | Drapeau inspiré des armoiries de la ville. | |
|         |                                      | Apeldoorn (Gueldre)                                            | Drapeau utilisant les armoiries de la ville. | |
|         |                                      | Arnhem, capitale de la province de Gueldre.                    | Drapeau inspiré des armoiries de la ville. | |
|         | 23 septembre 1999                    | Bois-le-Duc, capitale du Brabant-Septentrional.                | Les cinq bandes rouges et blanches du drapeau se réfèrent aux cinq anciennes municipalités qui se sont fondues dans Bois-le-Duc, les couleurs sont celles de la Maasland, une région à l'est de la ville dont deux des cinq anciennes communes faisaient partie. L'arbre, également présent sur les armoiries, se réfère au nom de la ville, il possède cinq branches correspondant aux anciennes municipalités.                                                     | |
|         | 1952                                 | Bréda (Brabant-Septentrional)                                  | Drapeau utilisant les armoiries de la ville. | |
|         |                                      | Dordrecht (Hollande-Méridionale)                               | Drapeau utilisant les armoiries de la ville. | |
|         | 14 octobre 1927                      | Eindhoven, plus grande cité du Brabant-Septentrional           | Les couleurs rouge et blanc reprennent celles du blason de la ville. La lettre « E » est reconnaissable sur le drapeau. Deux bandes d'égale largeur proviennent de la hampe, une rouge et une blanche, faisant allusion au blason. La bande blanche jouxte cinq bandes horizontales alternativement rouges et blanches, de largeur égale, qui représentent les anciennes communes de Woensel, Tongelre, Stratum, Gestel et Strijp, intégrées dans Eindhoven en 1920. | |
|         |                                      | Enschede, plus grande cité de la région de Twente (Overijssel) | | |
|         | 1897                                 | Groningue, capitale de la province de Groningue                | Drapeau inspiré des armoiries de la ville. | |
|         |                                      | La Haye, capitale de la Hollande-Méridionale                   | | |
|         |                                      | Haarlem (Hollande-Septentrional)                               | Drapeau utilisant les armoiries de la ville. | |
|         |                                      | Hilversum (Hollande-Septentrionale)                            | Drapeau inspiré des armoiries de la ville. | |
|         |                                      | Lelystad, capitale de la province de Flevoland                 | Les bandes bleues symbolisent les canaux qui assèchent le polder, la couleur jaune représente le colza utilisé pour stabiliser la terre gagnée sur la mer. La fleur de lys est une allusion au nom de Cornelis Lely, homme d'État et initiateur des barrages du Zuiderzee. | Les bandes bleues symbolisent les canaux qui assèchent le polder, la couleur jaune représente le colza utilisé pour stabiliser la terre gagnée sur la mer. La fleur de lys est une allusion au nom de Cornelis Lely, homme d'État et initiateur des barrages du Zuiderzee. |
|         |                                      | Leeuwarden, capitale de la province de Frise                   | | |
|         | 1949                                 | Leyde (Hollande-Méridionale)                                   | Drapeau utilisant les armoiries de la ville. | |
|         | 1545–1549 1647–? (1938) 1994–present | Maastricht, capitale de la province de Limbourg.               | Drapeau inspiré des armoiries de la ville. | |
|         | 1er janvier 1995                     | Nimègue (Gueldre)                                              | | |
|         | 10 février 1949                      | Rotterdam (Hollande-Méridionale), seconde cité des Pays-Bas.   | Drapeau inspiré des armoiries de la ville. | |
|         | 1456                                 | Sneek, seconde cité de la province de Frise                    | Le drapeau reprend les couleurs des armoiries de la ville | |
|         |                                      | Tilbourg (Brabant-Septentrional)                               | | |
|         |                                      | Utrecht, capital de la province d'Utrecht                      | Drapeau inspiré des armoiries de la ville. | |
|         |                                      | Zoetermeer (Hollande-Méridionale)                              | Drapeau inspiré des armoiries de la ville. | |
|         |                                      | Zwolle, capitale de l'Overijssel                               | Drapeau inspiré des armoiries de la ville. | |

## Étendards

### Étendard royal
| Drapeau | Date d'adoption | Usage                          | Commentaire |
| ------- | --------------- | ------------------------------ | --- |
|         | 2013–présent    | Étendard royal de la Monarchie | Un drapeau carré de couleur orange, divisée en quatre quartiers par une croix de couleur bleu Nassau avec les petites armoiries du royaume, surmonté d'une couronne royale et entourée de l'insigne de la Grande Croix de l'Ordre militaire de Guillaume. Chaque quartier porte un cor qui tire son origine des armoiries de la Principauté d'Orange. |

### Étendards des autres membres de la famille royale
| Drapeau | Date d'usage | Usage                                                                                               | Commentaire |
| ------- | ------------ | --------------------------------------------------------------------------------------------------- | --- |
|         | 1985–présent | Princes des Pays-Bas (Fils de la reine Beatrix) Constantijn et avant 2004 Johan-Friso               | En tant que prince des Pays-Bas, leur étendard est un rectangle de proportion 5:6 avec les couleurs et figures royales, mais deux des cors (celui en haut à droite et celui en bas à gauche) sont remplacés par une tour blanche qui vient des armoiries de la maison d'Amsberg dont le mari de la reine Beatrix est un membre.        |
|         | 1988–présent | Princes des Pays-Bas (Fils de la princesse Margriet) Maurits, Bernhard, Pieter-Christiaan et Floris | En tant que prince des Pays-Bas, leur étendard est un rectangle de proportion 5:6 avec les couleurs et figures royales, mais deux des cors (celui en haut à droite et celui en bas à gauche) sont remplacés par une étoile à six branches blanche qui vient des armoiries de Pieter van Vollenhoven, le mari de la princesse Margriet. |
|         | 1960–présent | Princesses des Pays-Bas (Filles de la reine Juliana) Irene, Margriet et Christina                   | En tant que princesse des Pays-Bas, leur étendard est un drapeau en queue d'hirondelle, avec les couleurs royales, le cor des Orange-Nassau en haut à gauche et la rose rouge des Lippe-Biesterfeld en bas à gauche. |
|         | 2002–présent | Reine Máxima d'Orange-Nassau                                                                        | En tant que princesse des Pays-Bas, son étendard est un drapeau en queue d'hirondelle, avec les couleurs royales inversées, le cor des Orange-Nassau en haut à gauche et une tour jaune de ses armoiries familiales en bas à gauche.                                                                                                   |
|         | 2003–présent | Princesse Laurentien d'Orange-Nassau (femme de Constantĳn d'Orange-Nassau-Bas)                      | En tant que princesse des Pays-Bas, son étendard est un drapeau en queue d'hirondelle, avec les couleurs royales inversées, le cor des Orange-Nassau en haut à gauche et un losange jaune de ses armoiries familiales en bas à gauche.                                                                                                 |

### Étendards des représentants du roi
| Drapeau | Date d'adoption  | Usage                                  | Commentaire |
| ------- | ---------------- | -------------------------------------- | ----------- |
|         | 1er janvier 1986 | Étendard du gouverneur d'Aruba         |             |
|         | 2 juillet 1984   | Étendard du gouverneur de Curaçao      |             |
|         | 13 juin 1985     | Étendard du gouverneur de Saint-Martin |             |

## Drapeaux militaires et maritimes
| Drapeau | Date           | Usage                                                                         | Commentaire |
| ------- | -------------- | ----------------------------------------------------------------------------- | ----------- |
|         |                | Drapeau du Ministre de la Défense                                             |             |
|         |                | Drapeau de l'Armée de l'air royale néerlandaise                               |             |
|         |                | Pavillon civil des Pays-Bas (non officiel, il existe de nombreuses variantes) |             |
|         |                | Le Geus, le pavillon de beaupré de la Marine royale néerlandaise.             |             |
|         | 1957 - présent | Pavillon du Secrétaire de la Défense.                                         |             |
|         |                | Pavillon de l'Inspecteur Général des Forces armées néerlandaises.             |             |
|         | 2005 - présent | Pavillon du Commandant en chef de l'Armée royale néerlandaise.                |             |

## Anciens drapeaux

### Anciens drapeaux de pays
| Drapeau | Date d'usage | Pays                               | Commentaire |
| ------- | ------------ | ---------------------------------- | --- |
|         | 1572–1795    | Prinsenvlag                        | Ou « Drapeau du Prince » : un drapeau tricolore orange, blanc et bleu. L'orange symbolise la principauté d'Orange, dont Guillaume le Taciturne était le prince, le blanc représente la lutte pour la liberté et la suprématie et le bleu est la couleur de fond des armoiries de l'ancien comté de Nassau. Il fut l'un des emblèmes de la république des Provinces Unies, l'ancêtre des Pays-Bas actuels. |
|         | 1572–1795    | Statenvlag                         | Drapeau tricolore rouge, blanc et bleu ciel d'abord communément appelé « drapeau de Hollande » (Hollandsche Vlag) jusqu'en 1664, lorsque les États généraux des Provinces-Unies introduisirent officiellement le nom de Statenvlag (« drapeau des États »). Il est quasiment identique au drapeau du Luxembourg.                                                                                          |
|         | 1795–1806    | Drapeau de la République batave    | Un drapeau tricolore rouge, blanc et bleu avec l'emblème de la république dans le pavillon de beaupré. |
|         | 1959–1986    | Drapeau des Antilles néerlandaises | blanc, avec une bande horizontale bleue au centre superposée sur une bande verticale rouge, également centrée ; six étoiles blanches à cinq branches sont placées au centre de la bande bleue. Ces six étoiles représentent les six îles principales d'Aruba, Bonaire, Curaçao, Saba, Saint-Eustache (Sint Eustatius) et Saint-Martin (Sint Maarten).                                                     |
|         | 1986–2010    | Drapeau des Antilles néerlandaises | Après la sécession d'Aruba, une étoile est ôtée du drapeau. En 2010, Curaçao et Saint-Martin font sécession à leur tour, les Antilles néerlandaises sont dissoutes et les trois îles restantes sont intégrés dans le pays constitutif des Pays-Bas. |
|         | 1959–1975    | Drapeau de la Guyane néerlandaise  | blanc portant cinq étoiles de couleur noire, marron, jaune, rouge et blanche disposées sur une ellipse noire. |

### Anciens drapeaux de province
| Drapeau | Date d'usage | Province             | Commentaire |
| ------- | ------------ | -------------------- | ----------- |
|         | 1948 - 1985  | Hollande-Méridionale |             |

### Anciens étendards royaux
| Drapeau | Date d'usage | Usage                          | Commentaire |
| ------- | ------------ | ------------------------------ | --- |
|         | 1815–1908    | Étendard royal de la monarchie | Les couleurs du drapeau des Pays-Bas avec les armoiries royales, sans le manteau. |
|         | 1908–2013    | Étendard royal de la Monarchie | Un drapeau carré de couleur orange, divisée en quatre quartiers par une croix de couleur bleu Nassau avec les petites armoiries du royaume, surmounté d'une couronne royale et entourée de l'insigne de la Grande Croix de l'Ordre militaire de Guillaume. Chaque quartier porte un cor qui tire son origine des armoiries de la Principauté d'Orange. |

### Anciens étendards de membres de la famille royale
| Drapeau | Date d'usage | Usage                                                                   | Commentaire |
| ------- | ------------ | ----------------------------------------------------------------------- | --- |
|         | 1898–1908    | Étendard d'un prince des Pays-Bas                                       | un rectangle de proportion 5:6 avec les couleurs du drapeau des Pays-Bas avec un rectangle orange portant les armoiries royales sur la bande centrale.   |
|         | 1898–1908    | Étendard d'une princesse des Pays-Bas                                   | un drapeau en queue d'hirondelle avec les couleurs du drapeau des Pays-Bas avec un rectangle orange portant les armoiries royales sur la bande centrale. |
|         | 1980–2004    | Étendard de Juliana d'Orange-Nassau, après son abdication en 1980       | La tête de taureau est issue des armoiries du Mecklembourg, dont les princes forment la famille paternelle de la reine Juliana.                          |
|         | 1908–1934    | Étendard d'Emma de Waldeck-Pyrmont                                      | Veuve du roi Guillaume III des Pays-Bas. |
|         | 1908–1910    | Étendard de Marie d'Orange-Nassau                                       | Petite-fille du roi Guillaume Ier des Pays-Bas, mariée à Guillaume-Adolphe de Wied                                                                       |
|         | 1908–1934    | Étendard de Henri de Mecklembourg-Schwerin, prince consort des Pays-Bas | |
|         | 1948–1980    | Étendard de Bernhard de Lippe-Biesterfeld, prince consort des Pays-Bas  | |
|         | 1980–2002    | Étendard de Claus von Amsberg, prince consort des Pays-Bas              | |

### Anciens étendards des représentants du roi
| Drapeau | Date d'usage | Pays                                             | Commentaire |
| ------- | ------------ | ------------------------------------------------ | ----------- |
|         | 1966–1986    | Drapeau du gouverneur des Antilles néerlandaises |             |
|         | 1986–2010    | Drapeau du gouverneur des Antilles néerlandaises |             |
|         | 1966–1975    | Drapeau du gouverneur de la Guyane néerlandaise  |             |